# One Woolly Wombat
One Woolly Wombat ist ein Bilderbuch des australischen Autors Rod Trinca, das 1982 mit den Illustrationen von Kerry Argent beim Verlag Omnibus Books veröffentlicht wurde.

## Inhalt
Beginnend mit einem Wombat, der sich in einem Liegestuhl sonnt, zwei Koalas, die Tee trinken, werden in aufsteigender Reihenfolge immer mehr Tiere bei einer sehr menschlichen Tätigkeit gezeigt, bis am Ende 14 Seehunde mit einem Boot aufs Meer hinausfahren. Bei den Tieren handelt es sich ausschließlich um Vertreter, die in Australien heimisch sind: Nebst den vorhin genannten treten noch Elstern, Kängurus, Schnabeltiere, Possums, Emus, Ameisenigel, Warane, Jägerlieste, Dingos, Kakadus und Australische Hüpfmäuse in Erscheinung. Auf den letzten beiden Seiten winkt der Wombat vom Strand zum Abschied und der komplette Text wird nochmals angeführt, wodurch die Reimform der 14 Sätze besser ersichtlich wird.

## Rezeption
Stephanie Owen Reeder schreibt in ihrer Buchrezension: „One Woolly Wombat präsentiert viele typische Vertreter der australischen Fauna. […] Zu jedem Tier gibt es einen gereimten Text mit Alliterationen, die man einfach laut vorlesen muss. Kerry Argents großartige, detaillierte, aquarellierte Bleistiftzeichnungen machen aus dem Buch eine Kostbarkeit. […] Die Gestaltung des Buchs insgesamt ist äußerst gelungen. Es ist das ideale Buch, um Kinder mit Zahlen und der australischen Tierwelt bekannt zu machen.“ Joan McGrath schreibt im School Library Journal: „Die hervorragenden Illustrationen sind eine Kombination aus akribisch realistischen Tierporträts mit einem Hauch von Fantasie. […] Die Untertitel in Form von Schüttelreimen lassen sich zwar nicht immer so gut lesen, wie es sich ein Purist wünschen würde, aber sie werden Vorschulkinder und Leseanfänger sicherlich amüsieren.“

## Auszeichnungen
One Woolly Wombat wurde mit internationalen und nationalen Preisen ausgezeichnet und wurde 1985 als ‚Bestes Kinderbuch‘ mit dem Whitley Award der Royal Zoological Society of New South Wales prämiert.

## Referenzen
One Woolly Wombat ist in dem literarischen Nachschlagewerk 1001 Kinder- und Jugendbücher – Lies uns, bevor Du erwachsen bist! für die Altersstufe 3+ Jahre enthalten.

## Ausgaben
- One Woolly Wombat. Omnibus Books, Australien 1982 (englisch).